# Bogdan Amaru
Bogdan Amaru (n. 6 aprilie 1907, Budele, România – d. 22 octombrie 1936, Budele, Tetoiu, Vâlcea, România) este pseudonimul literar al scriitorului român Alexandru Pârâianu.
Eugen Lovinescu spunea despre Bogdan Amaru că este incontestabil ca o lamă de oțel. Unica sa piesă de teatru este Goana după fluturi.  Alexandru Pârâianu scrie piesa de teatru sub pseudonim la sugestia prietenului său George Mihail Zamfirescu pentru a nu fi exmatriculat ca „fiu de moșier”.
Din 1931, publică în Cuvântul nostru poeziile Dorința, Închinare, Romanță banală și Preludiu de iarnă. A colaborat la Calendarul, Adevărul, Cuvântul liber, Facla, Dimineața, Rampa, Viața literară, Vremea, Reporter.
Manuscrisul romanului Amor vagabond și cel al nuvelei Marița sunt distruse de o bombă din primul război mondial care cade pe casa fratelui său de la Murgași.